# Bulbophyllum appressicaule
Bulbophyllum appressicaule là một loài phong lan thuộc chi Bulbophyllum.